# Comuna Șaliivka, Skvîra
Șaliivka (în ucraineană Шаліївка) este o comună în raionul Skvîra, regiunea Kiev, Ucraina, formată din satele Șaliivka (reședința) și Tereșkî.

## Demografie
Componența lingvistică a comunei Șaliivka
     Ucraineană (97,5%)
     Rusă (1,5%)
Conform recensământului din 2001, majoritatea populației comunei Șaliivka era vorbitoare de ucraineană (97,5%), existând în minoritate și vorbitori de rusă (1,5%).